# Neuss
Neuss (pronunciación en alemán: /nɔɪ̯s/ⓘ) es una ciudad de Alemania situada en la parte occidental del estado de Renania del Norte-Westfalia. Su población es de unos 150 000 habitantes.

## Economía local
Neuss ha sido mercado de cereales desde el siglo XIII. Hoy en día fabrica maquinaria, productos químicos, material de construcción y alimentos procesados. La ciudad es una encrucijada ferroviaria y canal portuario cerca del río Rin y de la ciudad de Düsseldorf.

## Patrimonio

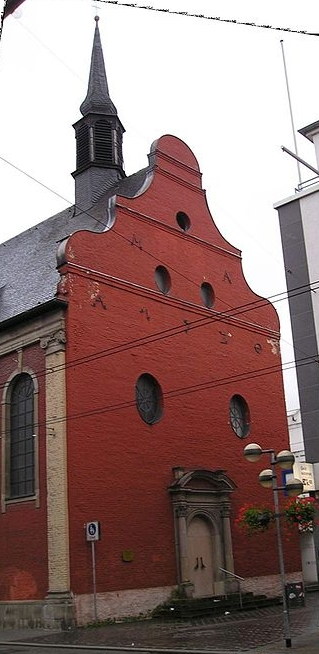
La Iglesia de San Sebastián en el centro de Neuss.

Algunos de sus monumentos históricos son la iglesia de San Quirino (siglo XIII), el Obertor, una enorme casa que alberga el museo Clemens-Sels, y el Zeughaus (siglo XVII) que era originalmente un arsenal y hoy es una sala de conciertos.

## Historia
Fue fundada, aproximadamente, en el año 12 a. C., como fortaleza romana, con el nombre de Novaesium. 
Los francos rebautizaron la comunidad como Niusa y en 1190 se le otorgó un estatuto. En 1474 y 1475, Carlos el Temerario de Borgoña asedió la ciudad sin éxito. Formó parte del Arzobispado de Colonia y durante la guerra por su control, en el verano de 1586, Alejandro de Farnesio sitió la ciudad que se negó a rendirse y a punto estuvo de morir el mismo en un ataque sin avisar, por lo que la saqueó sin piedad, matando a toda la guarnición enemiga y destruyendo toda la ciudad como escarmiento por su conducta.
Durante la guerra de los Treinta años, la ciudad fue conquista por las tropas de Hesse-Kassel de enero de 1642, al 2 de julio de 1651.
Neuss estuvo bajo control francés entre 1794 y el 2 de diciembre de 1813, cuando fue ocupada por las tropas Sexta Coalición. El control de la ciudad pasó a manos de Prusia en 1815 según acuerdo del Congreso de Viena. Sufrió grandes daños durante la Segunda Guerra Mundial.

## Ciudades hermanadas
- Saint Paul (Estados Unidos, desde 1999)
- Châlons-en-Champagne (Francia, desde 1972)
- Rijeka (Croacia, desde 1990)
- Pskov (Rusia, desde 1990)